# Sant’Angelo a Cupolo
Sant’Angelo a Cupolo ist eine italienische Gemeinde (comune) mit 4029 Einwohnern (Stand 31. Dezember 2023) in der Provinz Benevento in Kampanien. Die Gemeinde liegt etwa 8,5 Kilometer südöstlich von Benevento und grenzt unmittelbar an die Provinz Avellino. 

## Verkehr
Durch die Gemeinde führt die Strada Statale 88 Due Principali von Salerno nach Morcone.